# Querós
Querós és una entitat de població o despoblat del municipi de Sant Hilari Sacalm, a la comarca de la Selva, al sector septentrional del terme, pertanyent ja a la conca del Ter i separat del principal pel coll de Querós, a la riba esquerra del Ter.
El lloc és esmentat ja l'any 923, i l'església parroquial de Sant Martí, al segle xi. El lloc formà part del terme senyorial de Sau i constituí batllia amb Sant Andreu de Bancells. S'independitzà al principi del segle xix i formà per poc temps municipi independent amb Mansolí. L'any 1940 hi havia a Querós 109 habitants, repartits en setze masos: el Baldà, el Bracs, Busquets de Coll de Querós, la Caseta, el Cominal, el Corral, la Fàbrega, el Gumbau, l'Illa, el Molí de Querós, l'Obac, Can Palanques, la Querosa, la Rectoria, el Sangles i Serrallonga, als quals cal afegir Sellabona (Vilanova de Sau) i el Vilar de Querós (Rupit i Pruït). A banda, hi havia altres masos, abandonats de feia poc, que posteriorment tornaren a ser habitats, com la Badia o la Casica. D'altres, com la Casa Nova, Can Goita o Salibercs, ja no es tornarien a habitar mai més. El procés de despoblament no va prendre força fins entrada la dècada dels anys 50, però fou a partir de finals dels 60 –quan la deshumanització plena de la vall va esdevenir definitiva– que Querós es va convertir en un veritable vestigi arqueològic.